# Битва на реке Инд (1221)
Битва на реке Инд — произошла 24 ноября 1221 года (по другим данным — 9 декабря 1221 года) в горной местности Джуди (ныне область Чули-Джелали на территории штата Пенджаб современного Пакистана), на берегу реки Инд, между приблизительно тридцатитысячной армией хорезмийского правителя, Джелал ад-Дина, и не менее чем стотысячной армией Чингисхана, основателя Монгольской империи.
Упорная и кровопролитная битва закончилась поражением хорезмийцев, означала сокрушение Государства Хорезмшахов и окончательное подчинение всех его центральных областей Империи монголов.
Несмотря на внушительный перевес в численности войск, победа далась Чингисхану нелегко, личная храбрость и военное искусство 22-летнего Джелал ад-Дина, выжившего в битве благодаря находчивости, вызвали восхищение Чингисхана: «Вот какой у отца должен быть сын», — сказал он своим сыновьям Чагатаю, Угэдэю и Толую, тоже участвовавшим в битве .

## Предыстория
Война между Монгольской империей и Хорезмом началась осенью 1219 года. В течение 1220−1221 годов монголы захватили и совершенно разорили наиболее важные торговые города Государства Хорезмшахов — Отрар, Бухару, Самарканд, Ургенч, Балх. Правитель хорезмийцев, Ала ад-Дин Мухаммед II погиб. Вместо него главой государства был провозглашён его старший сын от жены-туркменки — Джелал ад-Дин Мангуберди.
Из-за нелояльности местной знати, недовольной его туркменским происхождением, ему пришлось с отрядом из 300 верных воинов покинуть столицу и, прорвавшись через сторожевой кордон монголов, отступить далеко на юг своих владений, в город Газни. Здесь он стал собирать верных ему вассалов для продолжения войны.
Собранные им войска смогли нанести поражение посланному на него тридцатитысячному отряду монголов в битве при Парване. . Однако жестокая ссора из-за трофейного аргамака между примкнувшими к нему эмирами повлекла резкое ослабление его армии, поскольку обидевшийся военачальник увёл с собой своих людей, составлявших почти треть армии Джелал ад-Дина. В то же время, Чингисхан, узнав о поражении под Парваном, собрал все свои рассеявшиеся войска, численностью около двухсот тысяч, и стремительными переходами двинулся на Джелал ад-Дина, по пути захватывая и разоряя его города.
Джелал ад-Дин, видя, что теперь его сил явно недостаточно, чтобы противостоять всей армии Чингисхана, покинул Газни и отправился к границам своей страны, на восток, намереваясь переправиться на другой берег Инда, за которым он видел новый рубеж обороны и убежище для накопления сил
В армии молодого хорезмшаха было примерно 30 000 человек, включая 3000 тяжёлой конницы и около 1000 человек гвардии. Достигнув Инда в широком месте, он остановился, приступив к строительству транспортных кораблей, В это же время Чингисхан, заняв Газни и узнав о планах Джелал ад-Дина переправиться на тот берег Инда, решил во что бы то ни стало не дать ему уйти.
Войско Чингиса «два дня было в пути, без еды». 20 ноября передовой отряд Чингисхана, застигнув арьергард Джелал ад-Дина врасплох, легко сбил его с позиций. Флот же, ещё недостроенный хорезмшахом для переправы, сильно пострадал во время неожиданной бури. Джелал ад-Дину ничего не оставалось, как принять бой.

## Расстановка сил
Будучи в меньшинстве, Джелал ад-Дин решил защищаться. Он построил войско полумесяцем, спиной к реке, левый фланг упирался в высокие скалистые горы, правый — в излучину реки, в центре он разместил наиболее сильную часть войск — конницу и свою гвардию. Таким образом, атаковать его было сложно с любой стороны.
Чингисхан, с которым были почти все его войска, — около 80 000 превосходной монгольской конницы и значительные отряды ранее повиновавшихся мусульманских эмиров и тюркских ханов, — разделил свои превосходящие силы на три части, расставив их широко, грозя захватить противника «в клещи». Сам же, с резервом, встал поодаль от своих войск. Уверенный в победе, Чингисхан приказал своим воинам взять Джелал ад-Дина, уже трижды унизившего монгольское оружие, живым.
На восходе 24 ноября 1221 года войска построились по плану и битва началась.

## Ход сражения

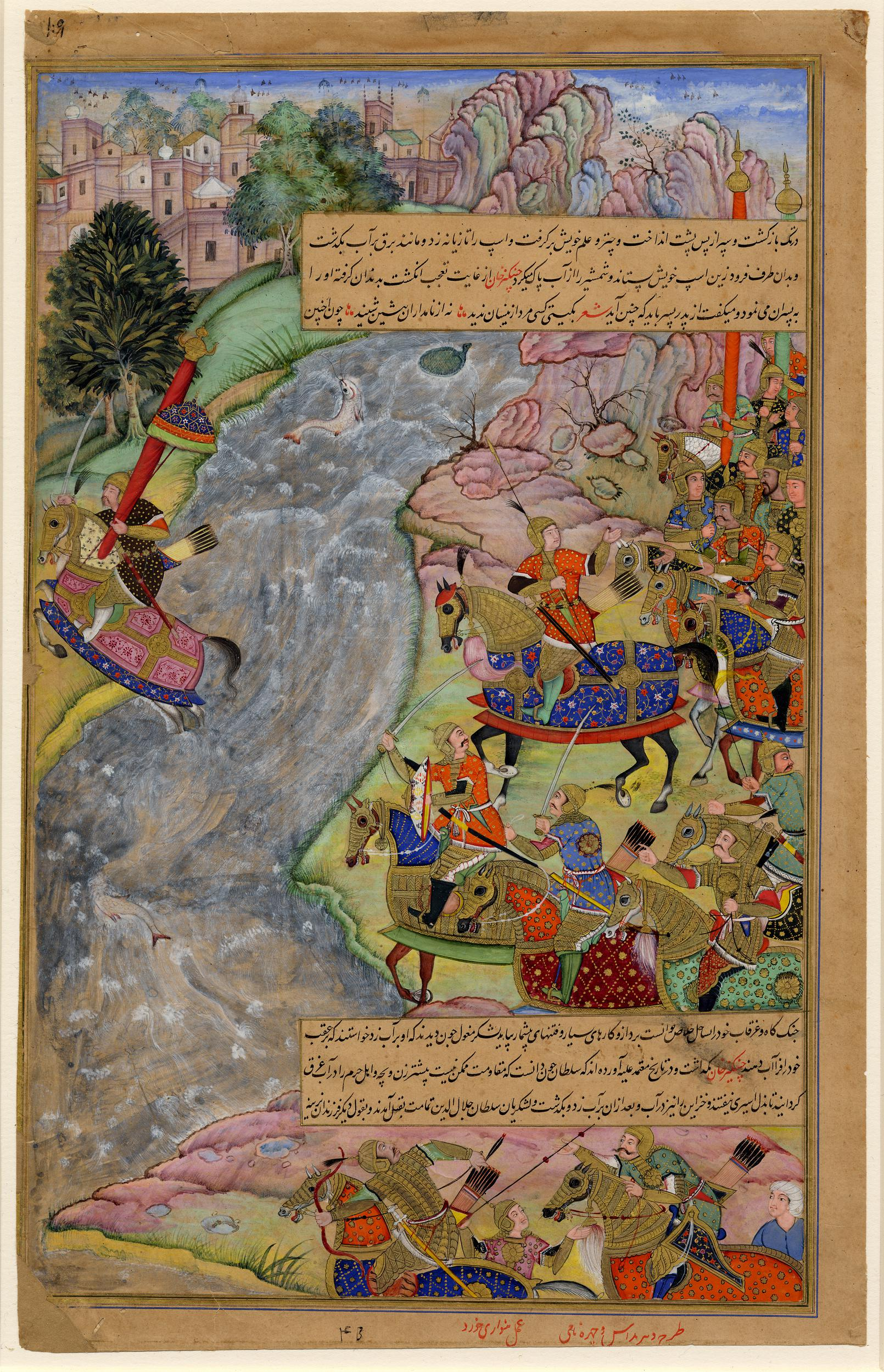
Хорезмшах Джелал ад-Дин пересекает на коне реку Инд, спасаясь от Чингисхана и его армии

Чигисхан сначала дважды атаковал левый фланг хорезмийцев. Встретив град стрел, монголы пытались выманить хорезмийцев ложным отступлением, но Джелал ад-Дин, уже хорошо знакомый с этой ловушкой монголов, приказал прекратить преследование и восстановить боевой порядок. То же самое повторилось и для правого фланга.
Тогда Чингисхан приказал одному тумену пробираться в тыл левому флангу через «недоступные горы», а другим во что бы то ни стало сдвинуть правый фланг хорезмийцев с позиций. На правом фланге завязался упорный бой, но силы монголов постепенно стали преодолевать.
В это время Джелал ад-Дин приказал своему центру контратаковать. Хорезмийцам удалось оттеснить монголов в центре и на левом фланге, так, что Чингисхану даже пришлось ввести в бой свой гвардейский резерв.
В этот критический момент, тумен, посланный Чингисханом в обход левого фланга через ущелья и обрывы, пробравшись вдоль отвесных скал, цепляясь за кустарники, потеряв много людей, всё же появился за спиной наступающих хорезмийцев, захватил обоз и напал на хорезмийцев сзади.
Эффект был оглушительным. Хорезмийцы пустились в беспорядочное бегство, бросаясь в реку и перебираясь на другой берег, кто как мог. Джелал ад-Дин, увидев, что битва проиграна, постарался отвлечь преследующих, действуя со своей гвардией по всему фронту, «бросаясь налево и направо», врезаясь в самую гущу неприятеля.
Исполняя приказ командующего, монголы старались взять хорезмшаха живым, методично сжимая его небольшой отряд телохранителей в кольцо. Джелал ад-Дин, посчитав, что дальше отвлекать монголов бессмысленно, сменил коня и направил его, а за ним и оставшихся в живых воинов гвардии, к реке. В полном вооружении, со щитом за спиной, со знаменем в руке, Джелал ад-Дин верхом на коне прыгнул с семиметрового берега прямо в реку.
Чингисхан, восхищённый мужеством молодого противника приказал его не преследовать и по нему не стрелять. Хорезмшах благополучно переплыл Инд и, выбравшись на другой берег, первым делом вытер насухо свой меч (а потом, по одной из версий, погрозил им Чингисхану). Этот эпизод битвы потряс всех свидетелей и вошёл в историю. По преданию, Чингисхан сказал стоявшим рядом с ним: «Вот какой у отца должен быть сын!».

## Последствия
Разгромив последние силы хорезмийцев в битве у реки Инд, Чингисхан разделил своё войско на две части, отправив одну вниз по течению, — с целью захватить все значимые речные порты, а с другой частью отправился сам вверх по течению, — на зимовку. Отзимовав, он вернулся в Хорезм, назначил во все покорённые города своих правителей и в 1223 году направился домой, в Монголию. Цель «Первого западного похода» была достигнута: Хорезм и его основные владения отныне были в его власти.
Джелал ад-Дин к 1225 году сумел подчинить несколько удалённых провинций своего бывшего хорезмийского царства — Фарс, Восточный Ирак и Азербайджан, его воинов встречали как освободителей; затем ему удалось присоединить также несколько слабых малоазиатских владений, и даже Грузию. Во время новой войны уже с потомками Чингисхана, скрываясь в горах Тавра с остатками своих войск, он неожиданно пал от руки кровного мстителя, по национальности курда. Это случилось в 1231 году.

## В культуре
Битва на Инде описывается в романах Василия Яна «Чингиз-хан» и Исая Калашникова «Жестокий век».